# Liste des plus hauts gratte-ciel du Québec
Cette page recense les plus hauts gratte-ciel du Québec, soit les gratte-ciel haut de plus de 120 mètres au Québec.
| Rang | Nom du bâtiment                   | Ville    | Hauteur du toit | Hauteur avec l'antenne | Nombre d'étages | Année de construction |
| ---- | --------------------------------- | -------- | --------------- | ---------------------- | --------------- | --------------------- |
| 1.   | 1000 De La Gauchetière            | Montréal | 205 m           |                        | 51              | 1992                  |
| 2.   | 1250 René-Lévesque                | Montréal | 199 m           | 230 m                  | 47              | 1992                  |
| 3.   | Tour de la Bourse                 | Montréal | 194 m           |                        | 47              | 1963                  |
| 4.   | Place Ville-Marie                 | Montréal | 188 m           | 204 m                  | 43              | 1962                  |
| 5.   | Tour CIBC                         | Montréal | 187 m           |                        | 45              | 1962                  |
| 6.   | L'Avenue                          | Montréal | 183,8 m         |                        | 50              | 2017                  |
| 7.   | Tour des Canadiens                | Montréal | 167 m           |                        | 50              | 2016                  |
| 8.   | 1501 McGill College               | Montréal | 158 m           |                        | 36              | 1992                  |
| 9.   | Complexe Desjardins, Tour Sud     | Montréal | 152 m           |                        | 40              | 1976                  |
| 10.  | Rocabella Est                     | Montréal | 147 m           |                        | 40              | 2016                  |
| 10.  | Rocabella Ouest                   | Montréal | 147 m           |                        | 40              | 2017                  |
| 12.  | Icône                             | Montréal | 146 m           |                        | 39              | 2016                  |
| 12.  | Tour KPMG                         | Montréal | 146 m           |                        | 34              | 1987                  |
| 14.  | Marriott Château Champlain        | Montréal | 139 m           |                        | 38              | 1967                  |
| 15.  | Le V                              | Montréal | 138 m           |                        | 42              | 2014                  |
| 16.  | Tour Telus                        | Montréal | 136 m           |                        | 34              | 1962                  |
| 17.  | Tour Deloitte                     | Montréal | 135 m           |                        | 26              | 2015                  |
| 18.  | Maison Astral                     | Montréal | 134 m           |                        | 34              | 1988                  |
| 19.  | 500 Place d'Armes                 | Montréal | 133 m           |                        | 32              | 1968                  |
| 20.  | Édifice Marie-Guyart              | Québec   | 132 m           | 177 m                  | 33              | 1972                  |
| 21.  | Complexe Desjardins, Tour Est     | Montréal | 130 m           |                        | 32              | 1976                  |
| 22.  | Tour Scotia                       | Montréal | 128 m           |                        | 27              | 1990                  |
| 22.  | Tour de la Banque nationale       | Montréal | 128 m           |                        | 28              | 1983                  |
| 22.  | 700 de la Gauchetière             | Montréal | 128 m           |                        | 28              | 1983                  |
| 22.  | 1000 Sherbrooke                   | Montréal | 128 m           |                        | 28              | 1974                  |
| 26.  | Tour Terminal                     | Montréal | 125 m           |                        | 30              | 1966                  |
| 27.  | Terrasses de la Chaudière, Tour I | Gatineau | 124 m           |                        | 30              | 1978                  |
| 27.  | Altitude Montréal                 | Montréal | 124 m           |                        | 33              | 2013                  |
| 29.  | Condos TOM                        | Montréal | 122 m           |                        | 42              | 2017                  |
| 29.  | Port-Royal                        | Montréal | 122 m           |                        | 33              | 1964                  |
| 29.  | Édifice Sun Life                  | Montréal | 122 m           |                        | 26              | 1931                  |
| 32.  | Édifice de la Banque Royale       | Montréal | 121 m           |                        | 28              | 1928                  |
| 33.  | Condos YUL                        | Montréal | 120 m           |                        | 38              | 2017                  |
| 33.  | Hôtel Holiday Inn                 | Montréal | 120 m           |                        | 37              | 2017                  |
| 33.  | Altoria                           | Montréal | 120 m           |                        | 35              | 2014                  |